# Вудлон (Іллінойс)
Вудлон (англ. Woodlawn) — селище (англ. village) в США, в окрузі Джефферсон штату Іллінойс. Населення — 617 осіб (2020).

## Географія
Вудлон розташований за координатами 38°19′40″ пн. ш. 89°2′5″ зх. д. / 38.32778° пн. ш. 89.03472° зх. д. (38.327864, -89.034716).  За даними Бюро перепису населення США в 2010 році селище мало площу 2,23 км², уся площа — суходіл.

## Демографія
Згідно з переписом 2010 року, у селищі мешкало 698 осіб у 267 домогосподарствах у складі 210 родин. Густота населення становила 313 особи/км².  Було 280 помешкань (125/км²).
Расовий склад населення:
| - 98,3 % — білих - 0,3 % — чорних або афроамериканців - 0,1 % — азіатів |

До двох чи більше рас належало 0,9 %. Частка іспаномовних становила 0,9 % від усіх жителів.
За віковим діапазоном населення розподілялося таким чином: 25,5 % — особи молодші 18 років, 59,0 % — особи у віці 18—64 років, 15,5 % — особи у віці 65 років та старші. Медіана віку мешканця становила 39,4 року. На 100 осіб жіночої статі у селищі припадало 96,6 чоловіків;  на 100 жінок у віці від 18 років та старших — 89,1 чоловіків також старших 18 років.
Середній дохід на одне домашнє господарство  становив 58 886 доларів США (медіана — 51 250), а середній дохід на одну сім'ю — 65 432 долари (медіана — 56 429). Медіана доходів становила 50 909 доларів для чоловіків та 35 500 доларів для жінок. За межею бідності перебувало 20,0 % осіб, у тому числі 34,7 % дітей у віці до 18 років та 10,3 % осіб у віці 65 років та старших.
Цивільне працевлаштоване населення становило 338 осіб. Основні галузі зайнятості: освіта, охорона здоров'я та соціальна допомога — 40,5 %, роздрібна торгівля — 17,5 %, мистецтво, розваги та відпочинок — 7,1 %, фінанси, страхування та нерухомість — 5,9 %.